# C4P
Il C4P era un trattore d'artiglieria semicingolato, utilizzato dall'Esercito polacco nel periodo precedente alla seconda guerra mondiale. Esso era la variante meglio conosciuta dell'autocarro semicingolato Samochód półgąsienicowy wzór 34.

## Storia
Il wz. 34 era basato sull'autocarro Polski Fiat 621, versione del Fiat 621 allora in produzione su licenza dalla Polski Fiat. Nel 1934 Edward Habich, dell'Ufficio studi tecnici per le armi corazzate (BBT BP), sviluppò una versione semicingolata del Fiat 621, inizialmente soprannominato Półgąsienicowy samochód ciężarowy wz. 34, "autocarro semicingolato wz. 34".
Il Fiat 621 e il wz. 34 condividevano molte delle componenti meccaniche, soprattutto telaio, motore e cabina di guida. Differiva tuttavia per l'assale anteriore rinforzato, l'aggiunta di marce ridotte e una trasmissione modificata. L'assale posteriore era sostituito da cingoli ispirati a quelli del carro armato Vickers E e dei semicingolati francesi Citroën-Kégresse. Il pezzo trainato più pesante era il cannone 120 mm armata wz. 78/09/31 da 3.143 kg. 
Il veicolo entrò in produzione presso gli stabilimenti della PZInż nel 1935, che proseguì fino al 1938. Complessivamente vennero realizzati 400 veicoli in tutte le varianti, compresi 80 trattori d'artiglieria. 

### Impiego operativo del C4P
I trattori C4P furono immessi in servizio dalla fine del 1936 nel 1º Reggimento artiglieria motorizzata di Stryj (1. Pułk Artylerii Motorowej (1. pamot)), al posto dei francesi Citroën-Kégresse P14 e P17. L'unità in tempo di pace era dotata di pezzi da 75 mm wz. 1897, 100 mm wz. 14/19P e 120 mm wz. 78/09/31. Inizialmente i pezzi, ancora dotati delle normali ruote in legno e acciaio per la trazione animale, venivano caricati su piccoli carrelli con ruote pneumatiche ammortizzate, che ne aumentavano la velocità di traino. Dal 1937, tutte le artiglierie motorizzate ricevettero ruote in gomma con pneumatici riempiti con una massa spugnosa. Durante la mobilitazione del 1939, sulla base del 1º Reggimento, furono organizzati tre battaglioni di artiglieria motorizzata (dywizjony artylerii motorowej (dam)), che presero parte alla campagna di settembre:
- 16. dam: assegnato alla Decima Brigata di Cavalleria Motorizzata - battaglione di artiglieria leggera su 4 obici da 100 mm e 4 cannoni da 75 mm.
- 2. dam: assegnato alla Brigata corazzata-motorizzata di Varsavia - battaglione di artiglieria leggera su 8 cannoni da 75 mm (per carenza di C4P fu equipaggiato con trattori Citroën-Kegresse).
- 6. dam: assegnata all'Armata "Łódź" - battaglione di artiglieria pesante su 12 pezzi da 120 mm wz. 78/09/31, entrato in azione dal 13 settembre vicino a Zamość.

Oltre che dall'artiglieria campale, i trattori C4P furono utilizzati anche nell'artiglieria antiaerea, con l'unico 1º Reggimento di artiglieria antiaerea (1. Pułku Artylerii Przeciwlotniczej) esistente prima della guerra. Durante la mobilitazione del 1939, tutti i 12 cannoni da 75 mm wz. 36, insieme ai loro 18 trattori C4P, andarono all'11º Battaglione di artiglieria contraerea (11. Dywizjonu Artylerii Przeciwlotniczej (11. daplot)). Era destinato alla difesa di Varsavia, ma dall'8 settembre 1939 difese Lublino e in seguito Łuck e Stanisławów. Alla fine, l'unità fu ritirata in Ungheria e internato lì con tutte l'equipaggiamento.

## Varianti

### Ciągniki artyleryjski C4P
Ciągniki C4P dla artylerii ciężkiej - trattore C4P per artiglieria pesante
per il traino del cannone da 120 mm wz.1878/09/31 (sperimentato anche per gli obici da 155 mm e il cannone Schneider 105 mm wz.29). Il telaio era leggermente accorciato ed era equipaggiato con uno speciale gancio per l'affusto. Inizialmente il compartimento dell'equipaggio era a cielo aperto, coperto solo da un telone; i modelli di produzione tarda avevano invece una cabina chiusa in acciaio e legno. In entrambe le varianti 4 serventi prendevano posto su una panca dietro al vano di guida.
Ciągniki C4P dla artylerii lekkiej - trattore C4P per artiglieria leggera
per il traino del cannone campale da 75 mm Mle. 1897 e dell'obice da 100 mm Škoda, oltre che per il trasporto di munizioni e il traino dei cassoni. Essenzialmente identico all'ultima variante per l'artiglieria pesante, con cabina chiusa ma con vano posteriore dotato di due panche per tre serventi ognuna.
Ciągniki C4P dla artylerii przeciwlotniczej - trattore C4P per artiglieria antiaerea
per il traino del cannone antiaereo polacco da 75 mm armata wz. 36. Aveva vano di carico allungato con due panche per due serventi ognuna.

### Samochód półgąsienicowy wzór 34

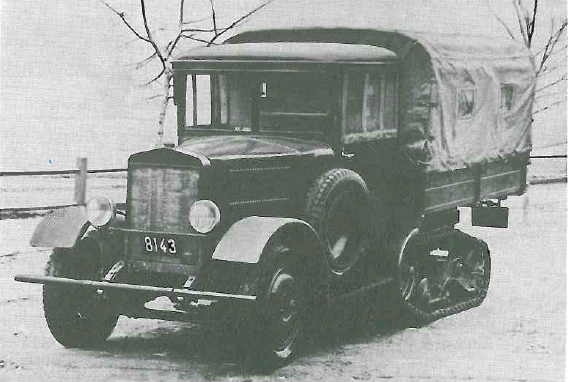
Versione autocarro basica Samochód ciężarowy wz. 34.

Samochód ciężarowy wz. 34 - autocarro wz. 34
versione da trasporto con cassone allungato.
Samochód warsztatowy wz. 34 - autofficina wz. 34
versione officina campale. Carrozzeria metallica con tetto e portiere della cabina in tela. Le sponde del vano posteriore erano dotate di cerniere e potevano essere aperte separatamente per consentire un più facile accesso alle attrezzature dell'officina. Versioni simili furono utilizzate anche per il traino dei proiettori antiaerei.
Ambulans wz. 34 - ambulanza wz. 34
il vano chiuso posteriore poteva ospitare 8 feriti seduti o 4 su barelle. Prodotta approssimativamente in 50 esemplari.
Wóz strażacki wz. 34 - autopompa wz. 34
un paio di esemplari realizzati per il corpo dei pompieri di Leopoli.
C4P "lot" o Samochód wz. 34 "lot"
variante per l'Aeronautica polacca con telaio accorciato e dotata di equipaggiamento per il traino degli aeroplani negli aeroporti.